# The Iron Saint
The Iron Saint, conosciuto originariamente come Iron and the Maiden, è il primo comic book della Aspen Comics ad essere pubblicato indipendentemente. È stato creato da Jason Rubin, co-fondatore della Naughty Dog. La serie è stata pubblicata a settembre del 2007. Una storia autoconclusiva (one-shot in inglese) sotto il titolo di Brutes, Bims and the City è stata pubblicata a febbraio del 2008. Il tascabile è stato pubblicato dalla Top Cow Productions a settembre del 2010.

## Autori
Oltre a Rubin, che si occupò della scrittura, i disegni furono realizzati dall'artista di Witchblade Francis Manapul, con gli sfondi realizzati da Joel Gomez. La colorazione è stata realizzata da Danimation e la copertina da Jeff Matsuda. Il lavoro grafico dei personaggi è stato realizzato da Joe Madureira, di Battle Chasers, e Matsuda. Il lavoro di design è stato gestito dalla Blur Studio.

## Trama
Iron Saint era inizialmente una mini-serie di 4 volumi intitolata Iron and the Maiden. È stata seguita da una storia autoconclusiva: Iron and the Maiden: Brutes, Bims and the City. La serie ritrae una metropoli degli anni '30 in un universo parallelo. "The City" lotta per sopravvivere ad una battaglia per il potere tra il governo, la setta religiosa malvagia conosciuta come L'Ordine e la guerriglia guidata da "The Syndicate". Catturato nel mezzo di questa guerra per il potere, Michael Iron scopre in prima persona il significato del sacrificio.
Rubin lo ha descritto come "un incrocio tra un film gangster degli anni '30, Fuga da New York e La bella e la bestia".

## Controversie
Nel 2009 il gruppo musicale heavy metal britannico Iron Maiden ha citato in giudizio Rubin e Aspen Comics, citando Iron e Maiden come una violazione del loro marchio. Per questo motivo la serie è stata ribattezzata The Iron Saint.